# Die beiden kleinen Kuchen

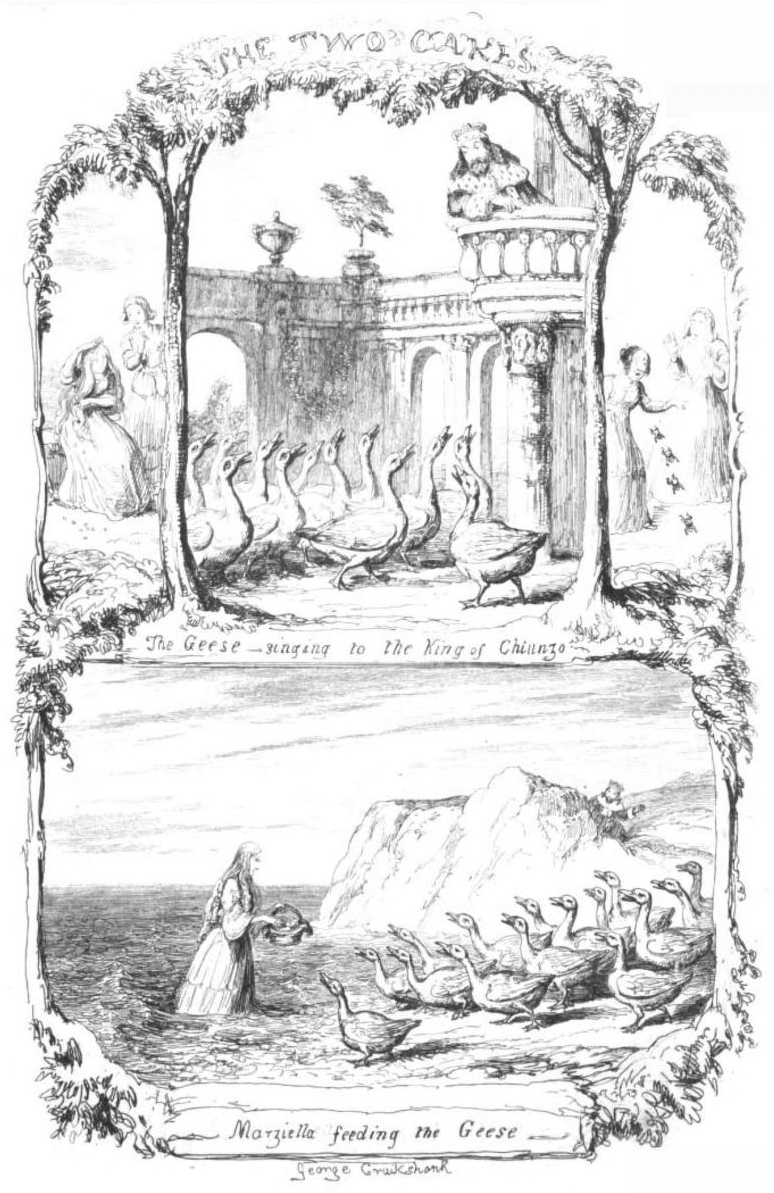
Illustration von George Cruikshank, 1850

Die beiden kleinen Kuchen (neapolitanisches Original: Le doie pizzelle) ist ein Märchen (AaTh 480, 403). Es steht in Giambattista Basiles Sammlung Pentameron als siebte Erzählung des vierten Tages (IV,7). Felix Liebrecht übersetzte Die beiden Kuchen.

## Inhalt
Luceta hat eine gute Tochter namens Marziella, ihre Schwester Troccola eine böse, Puccia. Luceta schickt Marziella zum Brunnen und gibt ihr frischen Kuchen mit, den diese einer Bettlerin schenkt. Zum Lohn fallen ihr morgens Perlen aus dem Haar. Als das Troccola sieht, schickt sie Puccia auch hin. Die ist garstig, isst den Kuchen selber und hat dann Läuse im Haar. Lucetas Bruder rühmt dem König Marziellas Schönheit, der will sie sehen. Troccola nimmt auch Puccia mit und wirft Marziella unterwegs ins Meer. Eine Sirene hält sie am Leben. Puccia aber jagt der König fort, und der Bruder muss zur Strafe Gänse hüten, um die er sich kaum kümmert und allein sein Los beklagt. Marziella taucht aus dem Meer auf und füttert die Gänse, die es dem König zutragen. Da sieht er ihre Schönheit, befreit sie von der Kette der Sirene und heiratet sie. Troccola wird verbrannt.

## Bemerkungen

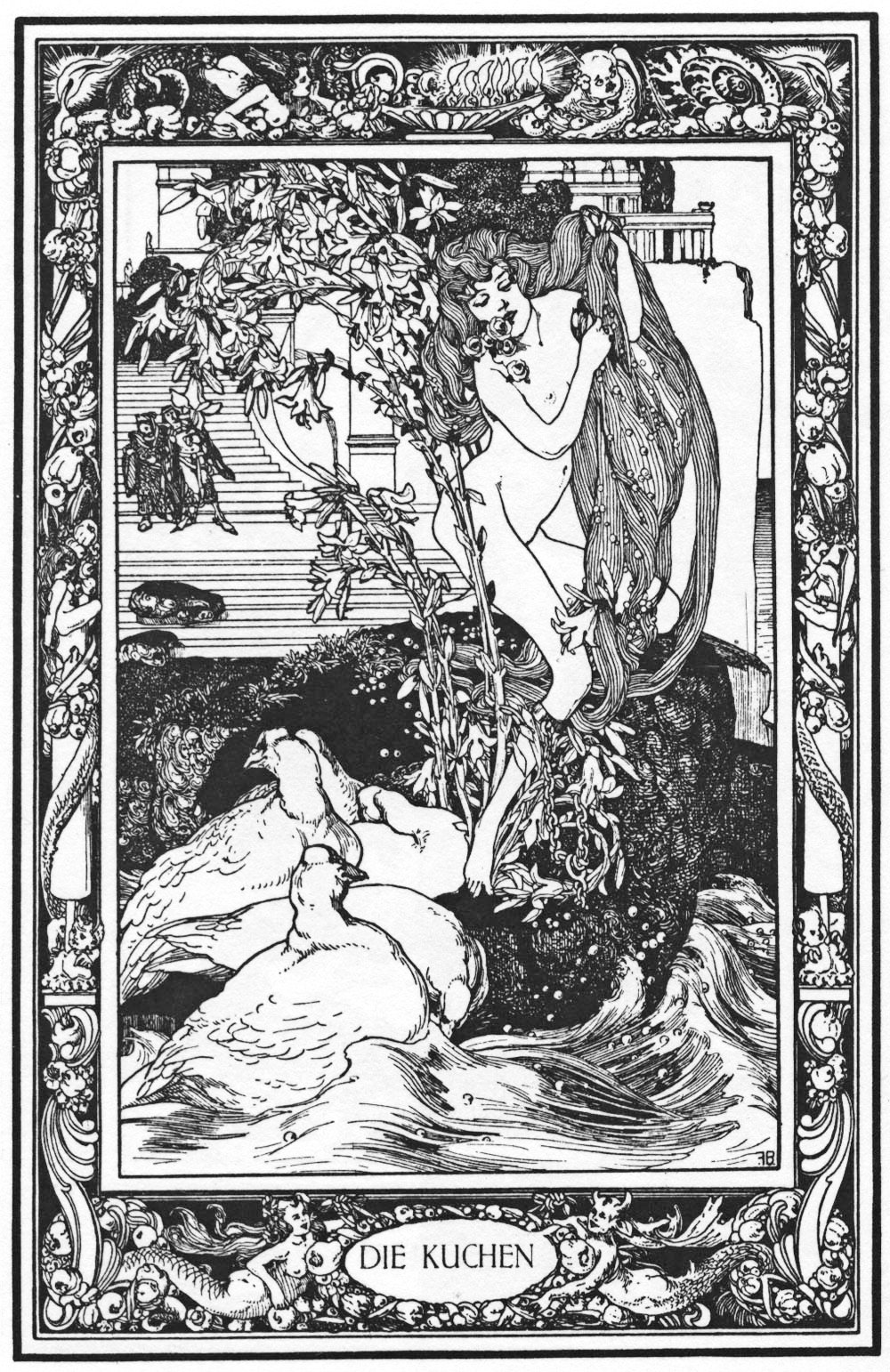
Illustration von Franz von Bayros, 1909

Vgl. bei Basile III,10 Die drei Feen, bei Straparola Biancabella (Piacevoli notti, III,3). Solche Märchen kommen vielleicht vom Gleichnis von den klugen und törichten Jungfrauen (Mt 25,1 ). Rudolf Schenda vergleicht noch Pitrè/Schenda/Senns Anmerkung zu Die Mammadrà in Märchen aus Sizilien Nr. 4, Von der Schwester des Muntifiuri und Von Quaddaruni und seiner Schwester in Gonzenbachs Sizilianische Märchen, Nr. 33, 34, Ciciruni in Pitrès Fiabe, Novelle e Racconti popolari siciliane, Nr. 60, Oraggio e Bianchinetta in Imbrianis Novellaja, Nr. 25, Calvino Nr. 95 mit Anmerkungen und 47 moderne Varianten in Cirese/Serafinis Tradizioni orali non cantate.
Vgl. später Aulnoys Prinzessin Rosette, Perraults Die Feen, in Grimms Märchen besonders Nr. 13 Die drei Männlein im Walde und Nr. 135 Die weiße und die schwarze Braut – aber auch Nr. 24 Frau Holle und Nr. 89 Die Gänsemagd weisen mit Jenseitsmutter bzw. Gänsehüten in Einzelmotiven auf Basiles Text. Typenverwandt sind bei Grimm noch Nr. 169 Das Waldhaus und Nr. 201 Der heilige Joseph im Walde. Vgl. Zitterinchen in Bechsteins Deutsches Märchenbuch.
Walter Scherf bemerkt das Fehlen des Vaters und die eher hilflose Treue des Bruders, im Meer muss die junge Frau ihre Kräfte entwickeln. So gute Tochter-Mutter-Beziehungen seien keineswegs die besten.